# Rhysida leviventer
Rhysida leviventer är en mångfotingart som beskrevs av Carl Graf Attems 1953. Rhysida leviventer ingår i släktet Rhysida och familjen Scolopendridae.
Artens utbredningsområde är Laos. Inga underarter finns listade i Catalogue of Life.